# Gates McFadden
Pour les articles homonymes, voir McFadden.
Gates McFadden est une actrice, réalisatrice et chorégraphe américaine, née le 2 mars 1949 à Akron, dans l'Ohio, aux (États-Unis).

## Biographie
Elle a fait ses études à l'université Brandeis.

## Filmographie

### Cinéma
- 1984 : Les Muppets à Manhattan : Nance
- 1985 : When Nature Calls : Gena
- 1990 : À la poursuite d'Octobre rouge (The Hunt for Red October) : Caroline Ryan
- 1990 : Filofax : Diane Connors
- 1994 : Star Trek : Générations : Commander / Dr. Beverly Crusher
- 1996 : Star Trek : Premier Contact (Star Trek: First Contact) : Commander / Dr. Beverly Crusher
- 1997 : Beauté criminelle (Crowned and Dangerous) (TV) : Patrice
- 1998 : Star Trek : Insurrection (Star Trek: Insurrection) : Commander / Dr. Beverly Crusher
- 2002 : Star Trek : Nemesis : Dr. Beverly Crusher
- 2005 : Dirty : Wife
- 2009 : Un Noël très très gay : Martha Stanford

### Télévision
- 1970 : La Force du destin (All My Children) (série télévisée) : Dr. Lisa Mallory (1988)
- 1986 : Le Magicien (épisode 1): Darcy
- 1987 - 1994 : Star Trek : La Nouvelle Génération (Star Trek: The Next Generation) : Commander Dr. Beverly Crusher, puis Beverly Picard (1987-1988, 1989-1994)
- 1995 : Marker (série télévisée) : Kimba
- 2011 - 2013 :  Franklin and Bash : la juge Mallory Jacobs
- 2017 : NCIS : Enquêtes spéciales saison 15 épisode 4: Constance Belmont
- 2023 : Star Trek: Picard (série télévisée) (saison 3): Dr. Beverly Crusher